# Engels amateurvoetbalelftal (mannen)
Het Engels amateurvoetbalelftal was een amateurelftal dat Engeland vertegenwoordigde bij internationale wedstrijden.
De eerste wedstrijd werd gespeeld op 1 november 1906 in het Parijse Parc des Princes en eindigde in een 0-15 overwinning. Het was meteen de grootste overwinning ooit. Stanley Harris scoorde zeven keer en Vivian Woodward vier keer. Ondanks dat het amateurs waren was het een erg sterk team. Men bleef tussen 1906 en 1910 zelfs ongeslagen. Hoewel de  FA (Engelse voetbalbond) deze wedstrijden niet als volwaardige interlands beschouwt voor het Engelse team, worden ze wel als volwaardig beschouwd door de opponenten. De amateurs brachten zo België (11-2) Duitsland (9-0), Nederland (12-2), Zweden (12-1) en Zwitserland (9-0) hun grootste nederlaag in de geschiedenis toe, en Frankrijk (15-0) hun op-een-na grootste nederlaag.
Er is wel een meningsverschil of het amateurelftal niet hetzelfde is als het Brits olympisch voetbalelftal op de Olympische Zomerspelen van 1908 en 1912. De FA beschouwt deze gouden medailles eerder als een overwinning voor het Engelse amateurteam dan het Britse team. Op de Olympische Zomerspelen 1956 speelde het team als Groot-Brittannië. De spelers kwamen echter enkel uit Engeland omdat de andere deelnaties hun steun hadden teruggetrokken.
Het team werd ontbonden in 1974 toen de Engelse voetbalbond het onderscheid tussen profs en amateurs afschafte.